# Титулы китайской знати
Китайская цивилизация насчитывает свыше четырёх тысяч лет истории. Однако, в настоящее время, возможно достаточно чётко прочесть историю только последних трёх тысяч лет. До XX века — это монархическая держава, и за прошедшие столетия титулы и звания в Китае меняли своё название, значимость и значение не один раз. Говорить о какой либо стройности в соподчинённости и в соответственности возможно лишь со времён эпохи Чжоу. Но в последующие времена создавались новые звания и титулы, менялись значимость или отменялись вовсе старые. Также, с приходом новой династии могли возрождаться старые титулы, что вносило сумятицу в казалось бы стройный свод китайской служивой знати. Дополнительную трудность составляет перевод на европейские языки титулов и званий Китая. Учитывая, что в настоящее время сложно однозначно определить соответствие таких понятий как «император» — «царь» — «король» без жёсткой привязки к определённому временному отрезку и месту, то соответственно ещё сложнее говорить об продолжении этой цепочки понятиями «ван» — «ди» 帝. Например, понятие ван обозначает монарха в эпохи Шан и Чжоу, но начиная с Хань соответствует понятию «князь». Тем большую сложность составляет корреляция между китайскими и западными понятиями, выражающими аристократическое подчинение.

## Эпоха Шан-Инь (1600—1027 гг. до н. э.)
В государстве Шан-Инь монарх носил титул «ван» (кит. 王), что в данном контексте традиционно переводится как «царь» либо оставляется без перевода. Формирование светской рабовладельческой аристократии происходило из окружения царя: сыновей, иных родичей, близких людей, подчинённых. Судя по количеству титулованной знати, упомянутой в гадательных надписях, всего существовало порядка двух сотен региональных владений, каждое из которых создавалось специальным указом вана.
Термин «хоу» (кит. 侯) изначально означал военачальника рода (племени), лучника. В период Шан-Инь он стал применяться для обозначения военачальников вана, которые им посылались для охраны пограничных территорий.
Термин «бо» (кит. 伯) имел значение «дядя»; теперь он стал означать «военачальник», «правитель области». По общественному положению бо был старше хоу, так как являлся правителем нескольких (или даже многих) хоу.
Термин «цзы» (кит. 子) имел значение «сын», потом стал обозначать сыновей царя. В надписях того периода данный иероглиф часто употребляется в значении управителя местности. Со временем иероглиф стал применяться для обозначения аристократического титула вне зависимости от того, был ли его носитель сыном царя, или нет.

## Эпоха Чжоу
В XI веке до н. э. государство Шан-Инь пало, и на его месте образовалось царство Чжоу. Глава нового государства также стал именоваться ваном, высшие сановники нового царства получили титул гун (кит. 公), также в число высшей чжоуской аристократии входили и иные титулованные особы — хоу, бо, цзы, нань (кит. 男). Обычно это были правители издревле существовавших полуавтономных владений, а также те чжоусцы, что получили свои уделы непосредственно от вана. Из более поздних схем может сложиться впечатление, что существовала строгая иерархия титулов, но на самом деле стройная система отсутствовала, сами титулы с лёгкостью взаимозаменялись.
Постепенно число титулованной знати росло за счёт раздачи титулов, власть самого вана ослабевала, и в итоге территория Китая стала представлять собой конгломерат государственных образований, которые, хотя и признавали формальный сюзеренитет вана, но фактически являлись независимыми государствами. С утратой власти ваном приближенная к нему аристократия утратила своё былое положение. На смену её пришла новая рабовладельческая аристократия, которая пользовалась своим земельным фондом без санкции чжоуского царя. Понимая, что владение землёй является основой благополучия, она начинает вести борьбу за овладение землёй. В период Восточного Чжоу наследственная рабовладельческая знать лишилась своих родовых земельных владений.
Представителей новой земельной аристократии стали называть «дафу» (кит. 大夫), то есть «большими людьми». Они получали от правителей княжеств поселения и поля, причём земли им жаловались вместе с людьми. Постепенно «большие люди» образовали сильные семейные роды и сосредоточили в своих руках огромную власть. Они опирались на служилое сословие — «ши» (кит. 士).

## Империя Цинь
В III веке до н. э. властитель царства Цинь — Ин Чжэн — захватил все остальные царства и объединил под своей властью весь Китай. Для себя и своих потомков он избрал новый титул — «хуанди» (кит. 皇帝), то есть «император». Все прежние аристократические титулы были уничтожены. Критерием знатности отныне стали богатство и государственные заслуги.

## Империя Хань
Так как основатель империи Хань — Лю Бан — в ходе своей борьбы против циньской империи опирался на многих представителей доциньской родовой аристократии, то, придя к власти, он восстановил два высших древних аристократических титула, уничтоженных Цинь Шихуанди: титулы ван и хоу. Эти титулы были пожалованы соратникам Лю Бана, а также родственникам императорской семьи. Введённая Лю Баном практика пожалования земель титулованной знати создавала серьёзную угрозу единству империи. Не доверяя титулованной знати и крайне опасаясь её усиления, Лю Бан уничтожил почти всех бывших соратников, не принадлежавших к императорской семье.
Последующие императоры продолжили политику ослабления власти ванов и дробления их владений. Сила и мощь ванов были окончательно сломлены при У-ди: в 127 году до н. э. был издан декрет об обязательном разделе пожалованных владений между всеми наследниками аристократических домов, что привело их к дроблению и сразу резко уменьшило экономическую силу этой знати.

## Троецарствие
В сильнейшем из образовавшихся после распада государства Хань трёх царств — царстве Вэй — была введена система из девяти титулов: ван, гун, хоу, бо, цзы, нань, сянь-хоу, сян-хоу, гуаньнэй-хоу.

## Империя Цзинь
В империи Цзинь система титулов знатности была весьма сложной, и состояла из 18 разрядов, высшие шесть из которых носили традиционные названия ван, гун, хоу, бо, цзы и нань.

## Эпоха южных и северных династий
В эпоху Южных и Северных династий многие из государств-однодневок вводили собственные системы титулов.

## Империя Суй
Основатель империи Суй установил девять аристократических титулов: го-ван, цзюнь-ван, го-гун, цзюнь-гун, сянь-гун, хоу, бо, цзы, нань. Его сын оставил только ван, гун и хоу, отменив всё остальное.

## Империя Тан
При империи Тан в 637 году был составлен свод-перечень аристократии, включавший 293 фамилии и 1654 семьи (впоследствии периодически уточнялся и пополнялся). Обладание титулом знатности обуславливалось лишь происхождением (за исключением ситуации, когда титул жаловался императором члену данного рода впервые).
Все братья и сыновья императора (за исключением наследника престола) получали титул «циньван» (кит. 亲王). Сыновья наследника престола получали титул «цзюньван» (кит. 郡王). Сыновья циньванов, которым предстояло унаследовать удел, получали титул «сыван» (кит. 嗣王), остальные — при наличии особого расположения к ним императора — также могли получить титул цзюньван, но обычно получали титул «цзюньгун» (кит. 郡公). Дети и внуки, наследующие владения сыванов и цзюньванов, получали титулы «гогун» (кит. 国公).

## Империя Сун
Система аристократических титулов времён империи Сун в целом соответствовала образцам империи Тан.

## Империя Мин

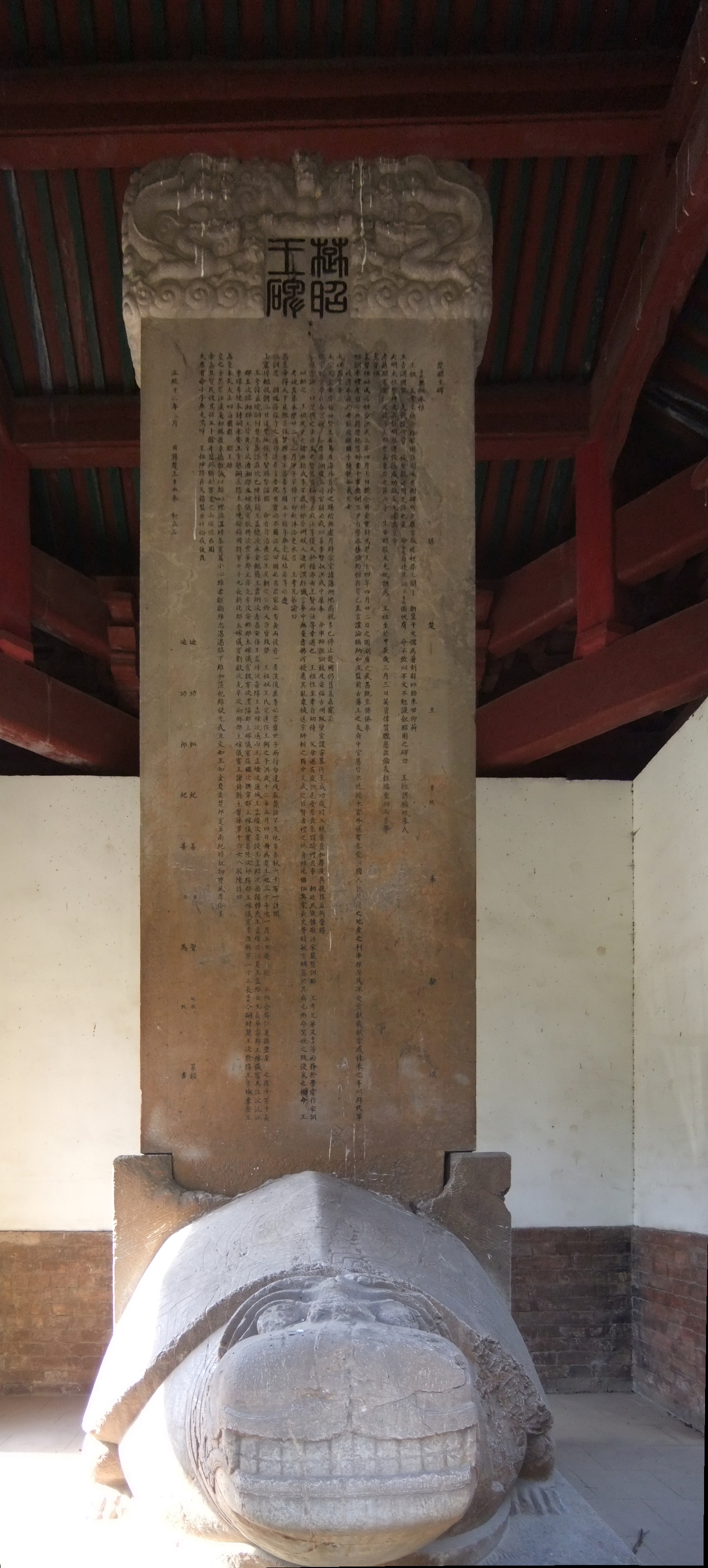
Мемориальная черепаха Чжу Чжэня (Чуйского вана Чжао; 1370-1424) в парке Лунцюаньшань под Уханем

При империи Мин титулы знатности примерно соответствовали танским образцам.
В частности, расселенные по разным городам империи сыновья императора Хунъу и их прямые наследники по старшей мужской линии носили титул ван. Например, шестой сын императора Хунъу, Чжу Чжэнь, поселенный в Учан, стал родоначальником линии Чуйских ванов.

## Империя Цин
При империи Цин бытовала довольно сложная система титулования, различные титулы могли даваться представителям разных национальностей. На вершине аристократической пирамиды находились маньчжуры, четырьмя высшими титулами (после императора) были циньван, цзюньван, «бэйлэ» (кит. 贝勒), «бэйцзы» (кит. 贝子).